# Hamás de Irak
Hamás de Irak (en árabe: حماس العراق - Hamas al-Irak) es una milicia suní que se separó de la Brigada de la Revolución de 1920 el 18 de marzo de 2007.
La Brigada de la Revolución de 1920 insiste en que Hamás de Irak estaba involucrado en la asistencia de las tropas estadounidenses en  Diala.

## Programa político
Hamás de Irak dio a conocer un programa político en abril de 2007 con algunas de las siguientes disposiciones:
- "El movimiento cree en la yihad armada como medio para expulsar al ocupante (EEUU), y hace un llamamiento a la opinión de los organismos públicos y de las instituciones internacionales de respetar este derecho de todos los pueblos a resistir la ocupación, y para distinguir entre eso y los delitos armados que se dirigen a civiles inocentes".
- "Creemos en un vínculo necesario entre los esfuerzos militares y la acción política como dos instrumentos se apoyan mutuamente para lograr los objetivos de la resistencia por la liberación y la salvación y la prevención de los movimientos fundamentalistas de la cosecha de los frutos de la resistencia."
- "Confirmamos la necesidad de continuar la matanza hasta la salida del último soldado de los ejércitos de ocupación, y para no negociar con el enemigo, salvo con el acuerdo de las facciones de la yihad y la resistencia iraquí, y bajo las circunstancias y condiciones apropiadas.".

En julio de 2007,  The Guardian  informó de que el grupo participó con otros grupos insurgentes en una alianza llamada el Consejo Político de la Resistencia Iraquí, que incluye una amplia gama de grupos islamistas y nacionalistas que se formaron para negociar con los Estados Unidos una pronta retirada de las tropas estadounidenses. El programa político incluía el compromiso de liberar a Irak de las tropas extranjeras, el rechazo de la cooperación con las partes involucradas en las instituciones políticas creadas en el marco de la ocupación y una declaración de que las decisiones y acuerdos de la ocupación estadounidense y el gobierno iraquí son nulas y sin valor.